# 朝日殿
朝日殿（あさひどの）は、戦国時代・安土桃山時代の女性。朝日局（あさひのつぼね）とも云う。豊臣秀吉の正室・北政所の生母。一説に名はおこひ。

## 略歴
朝日殿（朝日局）という名は、出身の尾張国朝日村（現在の愛知県清須市）から来ている。
父は杉原家利（高安院）、母は静室院。杉原家次と源七郎は兄。七曲殿（浅野又右衛門継室）は、諸系図により姉とも妹ともされ、順序は不明。
朝日殿は婿養子の杉原定利の妻となり、おね（寧、高台院、秀吉正室）、木下家定、くま（長慶院、三折全友室）、やや（長生院、浅野長政室）をもうけた。
浅野長勝と七曲殿に子がなかったため、おねとややの2人を養女として出したが、永禄4年（1561年）、おねは秀吉と結婚してしまった。
『平姓杉原氏御系図附言』によれば、朝日殿は、周囲の反対にもかかわらず密かに結ばれた野合であるとして怒り、秀吉との婚姻を生涯認めることはなかったという。『藩翰譜』によれば、おねは前田利家に嫁ぐ予定であったが入婿のように長屋に住み込んだ秀吉の妻となったとし、『杉原氏系図』によれば朝日殿と七曲殿の反対によって結婚を阻まれた秀吉が長勝に頼み込んでおねを養女としてもらって浅野家から嫁ぐという形にしたのだという。
慶長3年（1598年）8月11日、死去。秀吉の死の7日前であった。
戒名は康徳寺殿松屋妙貞大姉。高台寺（康徳寺の後身）内の旭雲院に葬られた。後年、家定の三男である日出藩主・木下延俊（孫にあたる）によって、大分県速見郡日出町康徳山松屋寺にも墓が築かれ、供養のための肖像画は県の有形文化財となっている。

## 演じた女優
- 『豊太閤 足軽篇』 - 演：三保松子（お沢）
- 『太閤記 藤吉郎出世飛躍の巻』 - 演：毛利峰子（朝日子）
- 『出世太閤記』 - 演：小松みどり（こひ）
- 『新書太閤記』 - 演：坂東羽三郎（こひ）
- 『新書太閤記』 - 演：中村梅花（こひ）
- 『新書太閤記』（舞台）  - 演：外崎恵美子（こひ）
- 『太閤記』 - 演：花柳小菊（こひ）
- 『太閤記 藤吉郎とその母』 - 演：千早隆子（こひ）
- 『亭主の好きな柿8年』 - 演：北あけみ（こひ）
- 『若き日の藤吉郎』 - 演：藤代佳子（こひ）
- 『秀吉』 - 演：白川由美（こひ）
- 『利家とまつ〜加賀百万石物語〜』 ‐ 演：八千草薫（たえ）